# Beretta RS202

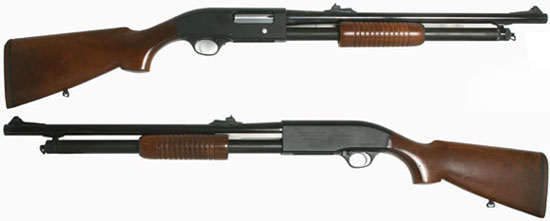
Beretta RS202 P

Il Beretta RS202 è un fucile a pompa con canna liscia italiano prodotto dalla Fabbrica d'Armi Pietro Beretta negli anni 80 per uso militare o civile.

## Caratteristiche tecniche
L'RS202, basato sul RS-200, spara cartucce calibro 12. In genere vengono utilizzate cartucce da 2,75 pollici, ma possono essere usate anche cartucce Magnum da 3 pollici. Il meccanismo di azione della pompa consente di sparare colpi a bassa potenza, come ad esempio colpi non letali utilizzati generalmente dalle forze dell'ordine per sedare le rivolte.
I modelli M1 e M2, utilizzati per usi militari, sono ancora in produzione.

## Design
Il caricatore tubolare contiene 7 colpi, più uno in canna. I modelli civili hanno una canna più lunga e un caricatore da 6 colpi più uno in canna. Data la sua natura, questo fucile a canna liscia è in grado di colpire bersagli a una distanza non superiore ai 40-45 metri. Questo fucile è estremamente leggero ed ergonomico, la variante militare è provvista di un calcio pieghevole, che lo rende perfetto per il combattimento a distanza ravvicinata.

## Utilizzatori
L'RS202 è utilizzato principalmente dalle forze armate italiane (viene largamente usato dal 9º Reggimento d'assalto paracadutisti "Col Moschin") e alle forze armate algerine.
È inoltre in dotazione ad alcuni reparti di polizia (italiana, francese e algerina).

## Varianti
- RS-200P (Modello base, con calcio in legno e caricatore tubolare da 7 colpi)
- RS-202P (come il 200P, con opzione di alimentazione manuale e caricatore tubolare da 6 colpi)
- RS-202M1 (come il 202P, ma con calcio pieghevole laterale, impugnatura a pistola e cursore in plastica)
- RS-202M2 RS-202M1 ( com l'M1 ma con spegnifiamma/strozzatore e protezione termica sopra la canna)